# Francisco Serrão
Francisco Serrão (auch Francisco Serrano) († 1521) war ein portugiesischer Kapitän, Entdecker und entweder ein Cousin oder ein Freund von Ferdinand Magellan. Seine Reise von 1512 war die erste europäische Segelreise östlich von Malakka nach Indonesien zu den lukrativen 'Gewürzinseln' der Molukken. Er verbündete sich mit Sultan Bayanullah, dem Herrscher von Ternate, und wurde dessen persönlicher Ratgeber. Er blieb in Ternate, wo er unter mysteriösen Umständen ungefähr zur gleichen Zeit starb wie Magellan.

## Reise nach Banda
Serrão diente als Kapitän auf einem der drei Schiffe und als stellvertretender Kommandant unter António de Abreu, der 1511 von Malakka aus durch Afonso de Albuquerque entsandt worden war, um die Gewürzinseln von Banda bei den Molukken zu finden. Banda war die weltweit einzige Quelle von Muskat, einem Gewürz, das zum Würzen von Speisen, als Medizin und als Konservierungsmittel verwendet wurde und das zu jener Zeit auf europäischen Märkten höchstbewertet war. Portugal suchte an die Quelle zu gelangen, um nicht auf die Vermittlung arabischer Händler angewiesen zu sein, die Muskat über die Republik Venedig zu exorbitanten Preisen verkauften.
Malaiische Lotsen führten die Expedition östlich über Java und entlang der Kleinen Sundainseln, bevor sie nach Norden Richtung Ambon steuerten. Als Serrãos Schiff in Gresik auf Java anlandete, nahm er eine Javanerin zur Frau, die ihn auf der weiteren Reise begleitete. 1512 erlitt er Schiffbruch, aber er schaffte es, die Insel Hitu nördlich von Ambon zu erreichen. Die Expedition verblieb für neun Monate auf Banda, kaufte Muskatnüsse und -produkte ein und auch Gewürznelken, für die Banda ein Lagerhaus unterhielt. Serrão verließ Banda mit einer chinesischen Dschunke, die er bei einem örtlichen Händler als Ersatz für sein verlorengegangenes Schiff gekauft hatte. D'Abreu segelte weiter nach Ambon, während Serrão zu den Molukken segelte.

## Hitu
Mit neun Portugiesen und neun Indonesiern an Bord zerbrach das Schiff auf einem Riff an einer kleinen Insel. Als die Inselbewohner, bekannte Strandgutjäger, das Wrack von einem Boot aus entdeckten, täuschte die Besatzung Serrãos vor, dass sie unbewaffnet und reich seien. Als die Strandräuber nahe waren, griffen die Portugiesen an und erlangten die Kontrolle. Ihre unfreiwilligen Retter sahen sich gezwungen, die Portugiesen von Hitu nach Ambon zu bringen.
Serrãos Waffen, Musketen, und seine Kriegskunst beeindruckten die mächtigen Fürsten von Hitu, die gegen Luhu, die Hauptansiedlung von Serams Halbinsel Hoamal bei Hitu kämpften. Die Portugiesen waren auch als Käufer von Lebensmitteln und Gewürzen willkommen, weil es ab 1511 zu einer Unterbrechung des Handels in der Folge einer Auseinandersetzung zwischen Java und Malakka gekommen war. Die Besucher wurden als militärische Alliierte angeheuert. In der weiteren Folge drang ihr Ruf auch in die rivalisierende Nachbarschaft von Ambon und Tidore, die nun beide mittels Emissären versuchten, die Portugiesen als Ratgeber und Helfer unter Vertrag zu bringen.

## Ternate
Serrão verband sich mit Ternate, dem mächtigsten Staat der Nachbarschaft. Serrão diente als Chef einer Gruppe von Soldaten, die im Dienst eines der beiden mächtigen Sultane der Insel, Sultan Bayanullah, standen, die den Gewürzhandel kontrollierten. Sie wurden enge Freunde, und der Sultan ernannte Serrão zu seinem persönlichen Ratgeber in allen, einschließlich militärischen Angelegenheiten, auch in Familiendingen. Als er vom Sultan so gut aufgenommen wurde, entschied sich Francisco Serrão zu bleiben und keinerlei Anstrengungen zu machen, nach Malakka zurückzukehren.

## Magellan und Tod
Francisco Serrãos Brief an Ferdinand Magellan, der nach Portugal via Malakka gebracht wurde und der die Gewürzinseln beschrieb, verhalf Magellan dazu, den spanischen König zu einer Finanzierung seiner Weltumsegelung zu überzeugen. Bevor sie sich hätten treffen können, starb jedoch Serrão mysteriöserweise, beinah zur gleichen Zeit, als Magellan auf den Philippinen getötet wurde. Barbosa schrieb später, eine Theorie sei, dass der Sultan von Ternate veranlasst habe, Serrão zu vergiften. Seine Familienverbindung zu Juan Serrano blieben unklar in der Geschichtsschreibung portugiesischer Expeditionen nach Südostasien. Das einzige schriftliche Dokument ist eine Liste der Kapitänsnamen in der Flotte von Magellan.